# Kuruba
A kuruba vagy banán-passiógyümölcs (Passiflora tarminiana) trópusi és szubtrópusi területeken termesztett, de nem túl elterjedt golgotavirág faj.

## Tudnivalók
Az Andokban honos, és legjobban a trópusi hegységekben tenyészik. 5–12 cm × 3–4 cm-es bogyója hosszúkás-elliptikus vagy orsó alakú, megérve halványsárga vagy sötétzöld. A héja vastag, bőrnemű, kissé pelyhes. A többi passiógyümölcshöz hasonlóan a termést hosszában félbevágják, és úgy kanalazzák ki belőle az üveges lazacszínű, édeskésen savanyú vagy savanyúan aromás magköpenyeket, amikkel a magokat is elfogyasztják. A pulpát más termések levével elegyítik, vízzel, illetve tejjel és cukorral keverve üdítőként isszák, alkoholos italokba teszik vagy bort erjesztenek belőle. A pulpával egyébként édes ételeket ízesítenek, de zselét is készítenek belőle.